# Honório de Araújo Maia
Honório de Araújo Maia, primeiro e único barão de Araújo Maia, (Valença, 8 de janeiro de 1838 — Petrópolis, 8 de maio de 1904) foi um cafeicultor e comerciante brasileiro, tendo exercido função na diretoria do Banco do Brasil. Possuía propriedades na região de Serrana.
Era filho do major José Joaquim de Araújo Maia e de Teodósia Vieira da Cunha, e sobrinho do barão de Madalena. Casou-se em 9 de novembro de 1861 com Cândida Rosalina de Sousa Maia, da família diamantinense Sousa Maia, com a qual teve 4 filhas (Aurora, Francisca, Corina e Letícia) e um filho, também denominado Honório de Araújo Maia.
O título de barão de Araújo Maia lhe foi concedido pelo governo imperial do Brasil após expedição comercial à Rússia, na qual Araújo Maia contribuiu para a divulgação do café brasileiro naquele país, apresentando o produto em exposições realizadas em São Petersburgo e Novgorod, chegando a oferecer a bebida ao czar Alexandre III e a membros da família imperial russa. Durante esta incursão comercial, diversos acordos foram firmados, com vistas à exportação do café brasileiro para a Rússia. Em decorrência, Honório de Araújo Maia foi também condecorado pelo czar com o título de cavaleiro da Ordem de São Estanislau.

## Títulos nobiliárquicos
- Comendador da Imperial Ordem da Rosa (Brasil) e da Ordem de São Estanislau (Rússia).
- Barão de Araújo Maia - título conferido por decreto imperial em 9 de agosto de 1884.